# Spyker F1
Spyker F1, tidigare Spyker MF1 Racing, var ett nederländskt formel 1-stall som debuterade 2006 genom att Spyker under pågående säsong övertog det ryskägda stallet Midland F1. Inför säsongen 2008 såldes stallet till en indisk affärsman och en nederländsk entreprenör och övergick i Force India.

## Historik
Det tidigare Midland F1, eller MF1 Racing, bildades genom att man 2005 tog över Jordan Grand Prix. Stallet såldes emellertid redan hösten 2006 vidare till Spyker och blev då Spyker MF1 Racing för resten av säsongen. 
Inför säsongen 2007 döptes stallet om till Spyker F1. 
Stallets bilar var orange och grå. Spyker tog sin första poäng i Japan 2007. I oktober 2007 såldes stallet till den indiske affärsmannen Vijay Mallya och den nederländske entreprenören Michiel Mol och inför säsongen 2008 övergick stallet i Force India.
Under sin korta tid lyckades stallet ta en poäng genom Adrian Sutil i Japans Grand Prix 2007.

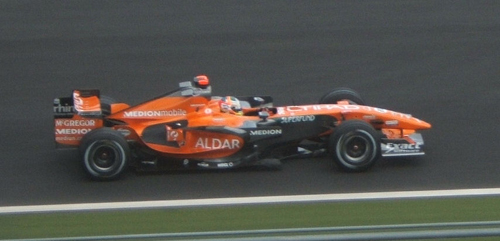
Adrian Sutil i Spyker.

## F1-säsonger
| Säsong | Tävlingsnamn      | Bil           | Motor            | Däck | Poäng | VM-plac. | Förare 1          | Förare 2                                           |
| ------ | ----------------- | ------------- | ---------------- | ---- | ----- | -------- | ----------------- | -------------------------------------------------- |
| 2006   | Spyker MF1 Racing | Midland M16   | Toyota RVX-06 V8 | B    | 0     | 10:a     | Christijan Albers | Tiago Monteiro                                     |
| 2007   | Spyker F1 Team    | Spyker F8-VII | Ferrari          | B    | 1     | 10:a     | Adrian Sutil      | Christijan Albers Markus Winkelhock Sakon Yamamoto |